# Filitelnic
Filitelnic est un village roumain situé dans la commune de Bălăușeri (județ de Mureș) dans la région historique de Transylvanie.
Le plus important champ de gaz roumain a été découvert en 1958 sur ce site et est exploité depuis 1961 par la Romgaz.